# 別爾庫米奇河
別爾庫米奇河是俄羅斯的河流，位於堪察加半島，河道全長約51公里，流域面積285平方公里，河水主要來自融雪和雨水，最終注入基列夫納河，是虹鱒和遠東紅點鮭的棲息地。